# Маркова, Мария Александровна
Мари́я Алекса́ндровна Ма́ркова (5 февраля 1982, Мыс Шмидта) — русская поэтесса, член Союза российских писателей. Лауреат Премии Президента РФ для молодых деятелей культуры (2011) и ряда других премий .

## Биография и творчество

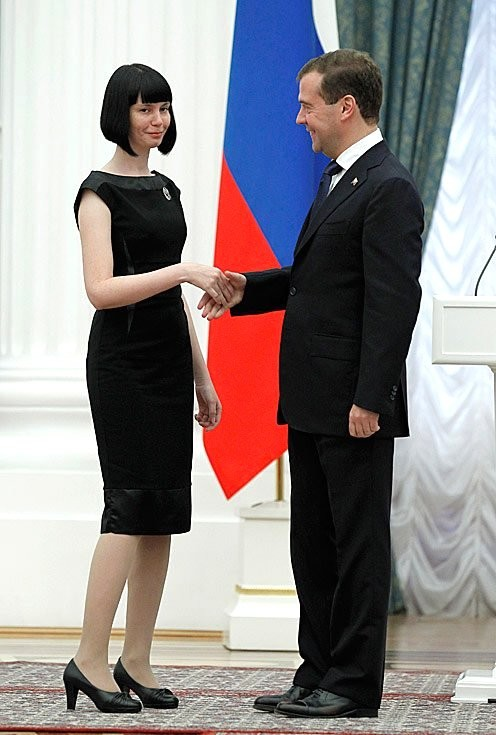
На церемонии вручения Премии президента РФ (2011)

Родилась на Чукотке в семье геологов-разведчиков, в раннем детстве переехала в Вологодскую область, с 2008 года живёт в Вологде. Училась на филологическом факультете ВГПУ. Писать стихи начала в школе, в 2005 году опубликовала небольшой самиздатовский сборник стихов «Упоение». За этим последовала книга «Мёд — червоточина» (2007), также самиздат. Наиболее заметные произведения Марии Марковой публиковались в литературной периодике: «Литературной газете», журналах «Знамя», «Дружба народов», «Дети Ра», «Сибирские огни» и др. В 2008 году вступила в Союз российских писателей.
Финалистка Илья-Премии 2005 года, лауреат Международной поэтической премии «Серебряный стрелец» (2008). Дважды становилась дипломантом Международного Волошинского конкурса: в 2008 году с подборкой стихов и в 2010 году с рукописью книги «Рай». Участница Х Форума молодых писателей России (мастер-класс журнала «Знамя»), по итогам которого представлена к Государственной стипендии Министерства культуры РФ.
В 2011 году М. Маркова стала обладателем премии Президента РФ для молодых деятелей культуры 2010 года с формулировкой «за вклад в развитие традиций российской поэзии». В том же году она была признала «Писателем года» по версии журнала «Рандеву».
В 2012 году в издательстве «Воймега» вышел первый «официальный» сборник стихов М. Марковой «Соломинка». Книга была благосклонно встречена критикой. В частности, «Литературная газета» отмечала: «Её поэзию отличает не по годам зрелый взгляд на жизнь, чувственность, мастерское владение словом. Эти стихи рассчитаны на вдумчивого, подготовленного читателя, способного не только сопереживать лирическому герою, но и фантазировать вместе с ним».
Высокую оценку книге в газете «НГ-Экслибрис» дала критик Е. Погорелая: «Мандельштамовская акмеистическая нота уравновешивается в „Соломинке“ музыкальностью, песенностью, дневниковостью то удлиненных, то укороченных строчек, частностью и „незначительностью“ сюжетов, которые спустя годы приходят на память и заставляют нас вздрогнуть и замереть от внезапного острого осознания одновременно и полноты, и подчеркнутой непоправимости бытия… На каждый бытовой и трагический „тезис“, который у большинства людей способен вызвать оторопь или брезгливость, в „Соломинке“ Марковой есть „антитезис“. Это тайна существительного „любовь“, которое в разных своих обличиях и вариациях появляется в сборнике и звучит в каждом марковском тексте, как будто подсказывая, в каком направлении развивается поэтическая философия и этих трех авторов, и издательства „Воймега“ в целом. Такая простая, бесхитростная философия, лучше всех сформулированная поэтом Уистаном Оденом ещё в 1939 году: „We must love one another or die“».
В 2013 году Мария Маркова стала лауреатом поэтического фестиваля «Киевские лавры».

## Премии и награды
- Илья-Премия, финалист (2005)
- Серебряный стрелец, лауреат (2008)
- Волошинский конкурс, дипломант (2008, 2010)
- Премия Президента Российской Федерации для молодых деятелей культуры (2011)
- Киевские лавры, лауреат (2013)

## Критика и отзывы
…я дочитал до строчки «земляника, — зовёт, — земляника» — и вздрогнул, словно это меня окликнули. Такое случается крайне редко, и ошибиться тут невозможно. Поверх авторской манеры, вытесняя и как бы отменяя её, слышится голос самого стихотворения. Неясно кто, непонятно откуда — сами стихи окликают тебя, говорят с тобой, увлекая в чащу неведомой речи. Это не единственное отличие вещей Марковой от «хороших стихов». Её владение стиховой техникой — естественное и как будто врожденное (то есть кажется, что врожденное, а на самом деле это не так). Такое умение в помощь только до поры: для той работы стиха привычная легкость усилий, скорее, во вред. Этот — иногда непосильный — груз легкости хочется переложить на чужие плечи.
— Михаил Айзенберг

В книге «Мёд — Червоточина» Маркова предстает перед читателем как стихотворец с буквально на глазах складывающейся оригинальной манерой. Манера эта состоит в особой атмосфере доверительности, в интонации интимного разговора, до определённой черты раскрывающего внутренний мир автора… Утверждение своего личного душевного пространства, ценимого и лелеемого именно за то, что оно своё, — и есть основа своей интонации Марковой. Автор не лезет с революциями и громами, не раздвигает границы своего Я до космических пределов. Нет, просто есть понимание того, что космос внутри гораздо главнее космоса большого.
— Антон Чёрный

Стесняющая дыхание тревожная интонация, неумолчная взволнованность, не переходящая ни на крик, ни на шепот, создают такое особое звучание у стихотворений Марковой, что ему не можешь не верить, остаться к нему безучастным. «Критический разбор», пожалуй, показался бы мне здесь неуместным, неорганичным, даже досадным. В горестных нотах поэзии Марковой живёт нерушимая гармония, — её стихи — своего рода «счастье в печали», сладость трагедии, боль вместе с лекарством.
— Эмиль Сокольский.

Стихи М. А. Марковой отличаются редкой чистотой поэтического голоса и не менее редкой в наше время незамутнённостью лирического чувства. В поэзии М. А. Марковой присутствует сильный лирический характер, определяющий собственный взгляд на мир и отстаивающий собственные нравственные приоритеты. Её поэтическая сосредоточенность выгодно выделяет её в общем литературном ряду. М. А. Маркова — одна из самых серьёзных и перспективных фигур нашей молодой поэзии.
По мнению экспертов, творчество М. А. Марковой, развивающее и обогащающее лучшие традиции российской словесности, достойно присуждения премии Президента Российской Федерации для молодых деятелей культуры 2010 года за вклад в развитие традиций российской поэзии.
— Официальное сообщение на сайте Президента РФ.

Чувство любви и благодарности, кажется, ни разу не изменяет лирическому герою. Равно как и автору ни разу не изменяет музыка стиха, но иногда тот самый страх перед молчанием и ограничением свободы (а в вечном, неподвижном мире и несвобода ведь тоже будет вечной) заставляет стихи делаться чуть избыточными. Скажем, финал замечательной в целом «Пчелы Паганини» почти тавтологичен. И пример этот, хотя и один из немногих, всё же не единичный.

Проблема избыточности текста, к счастью, не стала системной и, надеюсь, таковой не станет. Способов преодоления этого автор, кажется, знает великое множество, и один из них, может быть самый интересный — появление третьего. Почти во всех случаях, когда в стихи Марии Марковой входит не тень, но живой и точно во плоти пришедший герой, вещь оказывается замечательно удачной.— Андрей Пермяков